# Tartécourt
Tartécourt est une commune française située dans le département de la Haute-Saône, la région culturelle et historique de Franche-Comté et la région administrative Bourgogne-Franche-Comté.

## Géographie
Tartécourt se trouve en Haute-Saône et appartient au canton de Jussey, village situé à 10 km.
Le village est traversé par la route départementale n° 20 qui va de Magny-lès-Jussey à Port-sur-Saône.
La Ranguine ou ruisseau de la Tuilerie, venant de Magny-lès-Jussey passe derrière le village et se dirige vers Venisey.
La superficie du village est de 229 hectares dont 83 hectares de bois communaux et 22 hectares de bois appartenant à des particuliers.
Il existe deux zones d'habitations dont une ferme appelée Ferme de Bellevue située à environ 2 km du village à une altitude de 280 mètres, où vit la dernière famille d'agriculteurs qui subsiste à Tartécourt.
La superficie des zones agricoles utilisées est de 106 hectares.
Le village a une altitude de 225 mètres.

### Communes avoisinantes
Magny-lès-Jussey à 3 km, au nord ;
Venisey à 1,5 km, à l'est ;
Cendrecourt à 7 km, à l'ouest ;
Montureux-lès-Baulay à 7 km, au sud.

### Climat
Pour des articles plus généraux, voir Climat de la Bourgogne-Franche-Comté et Climat de la Haute-Saône.
En 2010, le climat de la commune est de type climat des marges montargnardes, selon une étude du Centre national de la recherche scientifique s'appuyant sur une série de données couvrant la période 1971-2000. En 2020, Météo-France publie une typologie des climats de la France métropolitaine dans laquelle la commune est dans une zone de transition entre le climat océanique altéré et le climat océanique altéré et est dans la région climatique  Lorraine, plateau de Langres, Morvan, caractérisée par un hiver rude (1,5 °C), des vents modérés et des brouillards fréquents en automne et hiver. 
Pour la période 1971-2000, la température annuelle moyenne est de 10 °C, avec une amplitude thermique annuelle de 17,3 °C. Le cumul annuel moyen de précipitations est de 965 mm, avec 12,9 jours de précipitations en janvier et 9,6 jours en juillet. Pour la période 1991-2020, la température moyenne annuelle observée sur la station météorologique de Météo-France la plus proche, « Venisey », sur la commune de Venisey à 1 km à vol d'oiseau, est de 11,0 °C et le cumul annuel moyen de précipitations est de 850,7 mm. 
La température maximale relevée sur cette station est de 39,7 °C, atteinte le 25 juillet 2019 ; la température minimale est de −17,4 °C, atteinte le 30 décembre 2005,,. 
Les paramètres climatiques de la commune ont été estimés pour le milieu du siècle (2041-2070) selon différents scénarios d'émission de gaz à effet de serre à partir des nouvelles projections climatiques de référence DRIAS-2020. Ils sont consultables sur un site dédié publié par Météo-France en novembre 2022.

## Urbanisme

### Typologie
Au 1er janvier 2024, Tartécourt est catégorisée commune rurale à habitat très dispersé, selon la nouvelle grille communale de densité à sept niveaux définie par l'Insee en 2022.
Elle est située hors unité urbaine. Par ailleurs la commune fait partie de l'aire d'attraction de Vesoul, dont elle est une commune de la couronne,. Cette aire, qui regroupe 158 communes, est catégorisée dans les aires de 50 000 à moins de 200 000 habitants,.

### Occupation des sols
L'occupation des sols de la commune, telle qu'elle ressort de la base de données européenne d’occupation biophysique des sols Corine Land Cover (CLC), est marquée par l'importance des territoires agricoles (54 % en 2018), une proportion identique à celle de 1990 (54 %). La répartition détaillée en 2018 est la suivante : 
forêts (46 %), prairies (34,8 %), terres arables (19,2 %). L'évolution de l’occupation des sols de la commune et de ses infrastructures peut être observée sur les différentes représentations cartographiques du territoire : la carte de Cassini (XVIIIe siècle), la carte d'état-major (1820-1866) et les cartes ou photos aériennes de l'IGN pour la période actuelle (1950 à aujourd'hui).

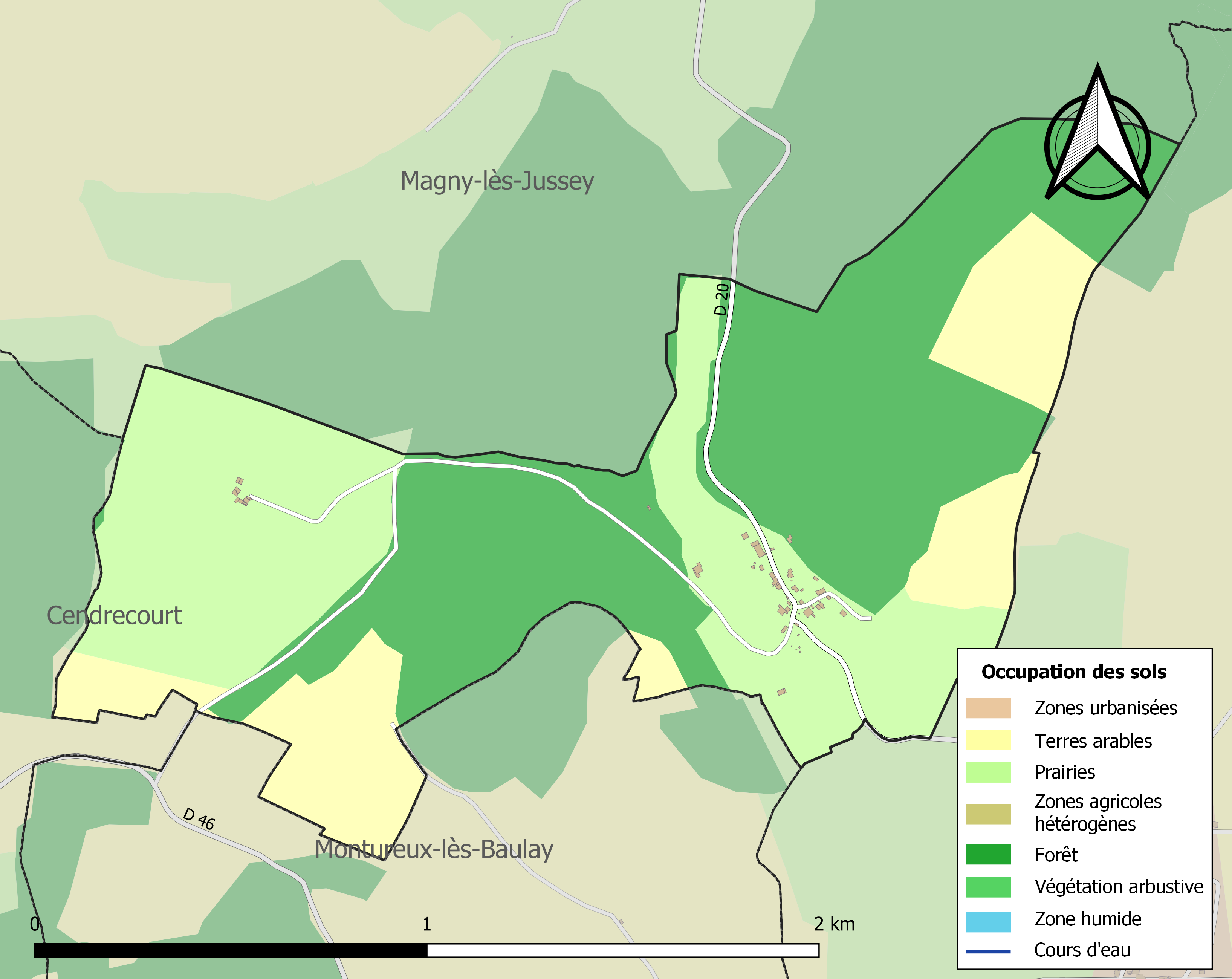
Carte des infrastructures et de l'occupation des sols de la commune en 2018 (CLC).

## Toponymie
Le nom de la commune vient d'un nom de personne d'origine germanique "TRITO" employé avec l'appellatif ancien français "Cort/Court" du latin "curtius" (ferme fortifiée).
Toponymie :
- Tritecort en 1225
- Treitecort en 1256
- Tertecoriat en 1430
- Tertecourt en 1538
- Tartecourt en 1539

Les habitants de Tartécourt ne portent pas encore de nom spécifique.

## Histoire
Tartécourt appartenait à l'abbaye de Cherlieu et en partie à la seigneurie de Montureux-lès-Baulay. En 1268, Liebaud de Bauffremont se dit seigneur de Bulgnéville, Senoncourt et Tartécourt. Le village ne figure pas dans le tableau qui en 1614, fut dressé pour le département des Contingents dus à la milice provinciale par les communautés établies.
C'est qu'alors y existaient seulement les deux ou trois meix[Quoi ?] que l'abbaye y avait fait bâtir au milieu des bois pour le logement des colons picards qu'elle y avait installés.
Le nombre des baraques s'étaient augmenté à mesure qu'avançaient les travaux de défrichement et ainsi se forma le village.
En fait, le village actuel semble avoir pour origine les maisons des ouvriers qui travaillaient au haut fourneau situé à l'emplacement du moulin près d'une grange de l'abbaye de Cherlieu. Ce haut fourneau installé par les moines dès 1730 fut transporté ensuite en 1781 à Betaucourt. Il n'en reste rien et seuls de gros amas de scories en indiquent l'emplacement.
Nombre d'habitants morts à la Première Guerre mondiale : 5.

## Politique et administration

### Rattachements administratifs et électoraux
La commune fait partie de l'arrondissement de Vesoul du département de Haute Saône, en région Bourgogne-Franche-Comté. Pour l'élection des députés, elle dépend de la première circonscription de la Haute-Saône.
Tartécourt fait partie depuis la Révolution française  du canton de Jussey. Dans le cadre du redécoupage cantonal de 2014 en France, celui-ci s'est étendu, passant de 22 à 65 communes.

### Intercommunalité
La commune était membre de la petite communauté de communes du Pays jusséen, intercommunalité créée au 1er janvier 1990 et qui regroupait environ 4 300 habitants en 2009.
L'article 35 de la loi n° 2010-1563 du 16 décembre 2010 « de réforme des collectivités territoriales » prévoyait d'achever et de rationaliser le dispositif intercommunal en France, et notamment d'intégrer la quasi-totalité des communes françaises dans des EPCI à fiscalité propre, dont la population soit normalement supérieure à 5 000 habitants.
Dans ce cadre, le schéma départemental de coopération intercommunale a prévu la fusion cette intercommunalité avec d'autres, et l'intégration à la nouvelle structure de communes restées jusqu'alors isolées. Cette fusion, effective le 1er janvier 2013, a permis la création de la communauté de communes des Hauts du val de Saône, à laquelle la commune est désormais membre.

### Liste des maires

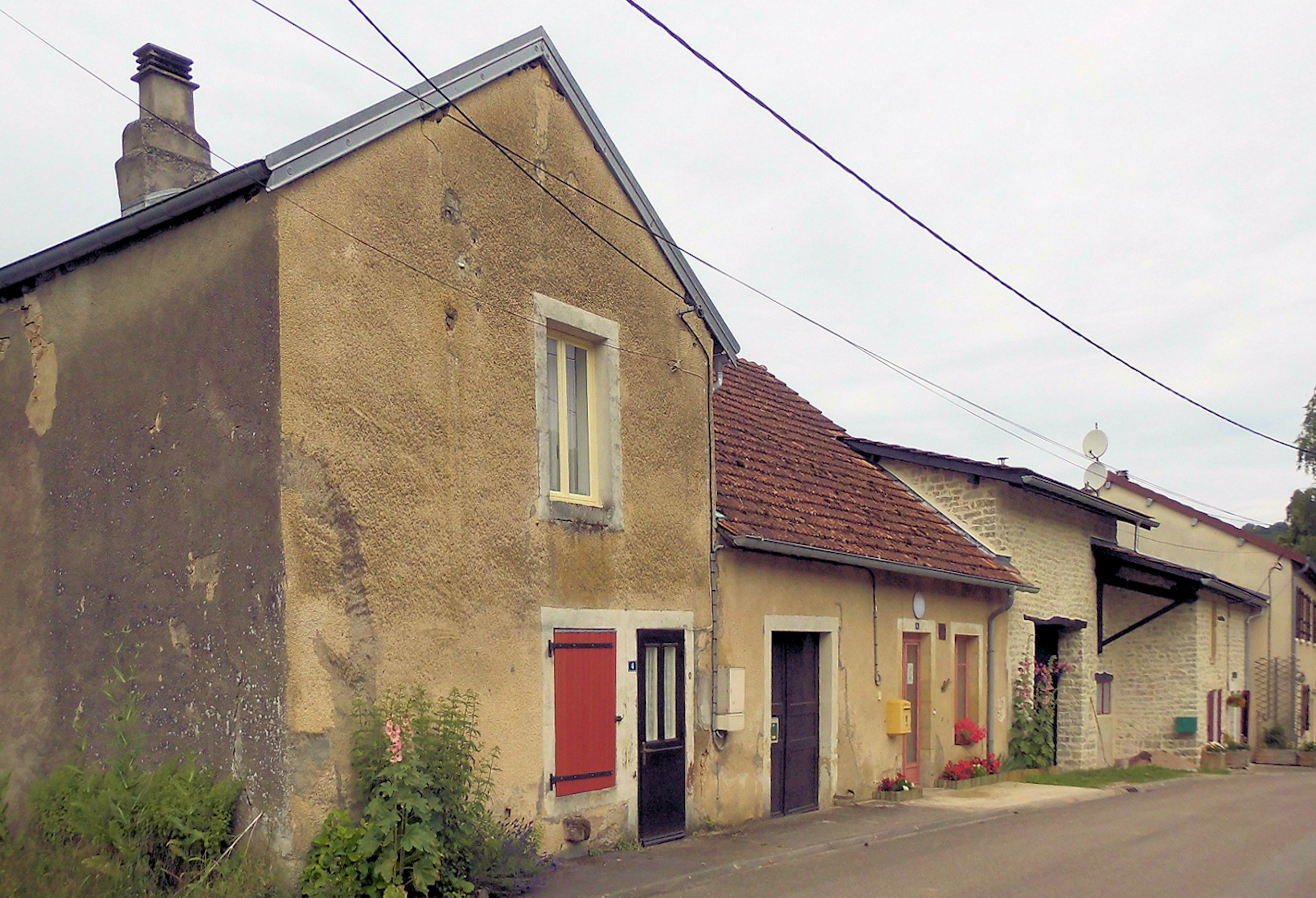
La mairie.

| Période                                  | Période  | Identité        | Étiquette | Qualité                        |
| ---------------------------------------- | -------- | --------------- | --------- | ------------------------------ |
| Les données manquantes sont à compléter. |          |                 |           |                                |
| 1989                                     | En cours | Patrick Lamarre |           | Réélu pour le mandat 2014-2020 |

## Démographie
L'évolution du nombre d'habitants est connue à travers les recensements de la population effectués dans la commune depuis 1793. Pour les communes de moins de 10 000 habitants, une enquête de recensement portant sur toute la population est réalisée tous les cinq ans, les populations de référence des années intermédiaires étant quant à elles estimées par interpolation ou extrapolation. Pour la commune, le premier recensement exhaustif entrant dans le cadre du nouveau dispositif a été réalisé en 2007.

En 2022, la commune comptait 29 habitants, en stagnation par rapport à 2016 (Haute-Saône : −1,4 %, France hors Mayotte : +2,11 %).
| 1793 | 1800 | 1806 | 1821 | 1831 | 1836 | 1841 | 1846 | 1851 |
| ---- | ---- | ---- | ---- | ---- | ---- | ---- | ---- | ---- |
| 106  | 147  | 155  | 126  | 143  | 142  | 154  | 145  | 139  |

| 1856 | 1861 | 1866 | 1872 | 1876 | 1881 | 1886 | 1891 | 1896 |
| ---- | ---- | ---- | ---- | ---- | ---- | ---- | ---- | ---- |
| 112  | 119  | 126  | 117  | 106  | 83   | 91   | 83   | 75   |

| 1901 | 1906 | 1911 | 1921 | 1926 | 1931 | 1936 | 1946 | 1954 |
| ---- | ---- | ---- | ---- | ---- | ---- | ---- | ---- | ---- |
| 76   | 83   | 80   | 71   | 60   | 57   | 56   | 48   | 35   |

| 1962 | 1968 | 1975 | 1982 | 1990 | 1999 | 2006 | 2007 | 2012 |
| ---- | ---- | ---- | ---- | ---- | ---- | ---- | ---- | ---- |
| 38   | 26   | 22   | 26   | 28   | 25   | 37   | 39   | 34   |

| 2017 | 2022 | - | - | - | - | - | - | - |
| ---- | ---- | - | - | - | - | - | - | - |
| 27   | 29   | - | - | - | - | - | - | - |